# Milt Kahl
Milton Erwin Kahl (San Francisco, 22 de março de 1909 - Mill Valley, 19 de abril de 1987) foi um animador para os estúdios Disney, e um d'Os Nove Anciões.
Kahl nasceu em São Francisco, Califórnia. Ele costumava refinar os esboços dos personagens de Bill Peet com as ideias de Ken Anderson. Durante muitos anos, a aparência final para os personagens dos filmes da Disney foram desenhados por Kahl, em seu estilo angular inspirado por Ronald Searle e Picasso. Ele é reverenciado pelos mestres contemporâneos da forma, como Andreas Deja e Brad Bird, que foi seu protegido na Disney no início dos anos 1970. Na reportagem dos bastidores, "Fine Food and Film", no DVD Ratatouille, Bird refere-se a Kahl como "difícil", mas de uma forma suave, como ele sempre deu conselhos a Bird onde ele poderia melhorar sua animação quando ele realizou seu curta. Ele também trabalhou como designer de personagens para The Black Cauldron.
No livro The Animator's Survival Kit, o autor Richard Williams faz referências e anedotas relacionadas a Kahl. O centenário do nascimento de Kahl foi homenageado pela Academia em 27 de abril de 2009, com uma homenagem intitulada "Milt Kahl: O Michelangelo da Animação". E contou com Brad Bird como painelista.
Kahl morreu aos 78 anos, em Mill Valley, Califórnia.